# تروبریج پارک (میشیگان)
تروبریج پارک (به انگلیسی: Trowbridge Park) یک منطقهٔ مسکونی در ایالات متحده آمریکا است که در شهرستان مارکت، میشیگان واقع شده‌است. تروبریج پارک ۳٫۶ کیلومتر مربع مساحت و ۲٬۰۱۲ نفر جمعیت دارد و ۲۴۱ متر بالاتر از سطح دریا واقع شده‌است.